# ГЕС Jiguey
ГЕС Jiguey — гідроелектростанція на півдні Домініканської Республіки. Знаходячись перед ГЕС Aguacate, становить верхній ступінь у каскаді на річці Нізао, яка дренує південний схил Кордильєри-Сентраль та впадає у Карибське море за три десятки кілометрів на південний захід від столиці країни Санто-Домінго.
У межах проекту річку перекрили арково-гравітаційною бетонною греблею висотою 115 метрів та довжиною 350 метрів, яка потребувала 600 тис. м3 матеріалу. Вона утримує водосховище з об'ємом 168 млн м3 (корисний об'єм 131 млн м3), в якому припустиме коливання рівня поверхні в операційному режимі між позначками 500 та 541,5 метра НРМ (у випадку повені останній показник може зростати до 555,5 метра НРМ).
Від греблі через лівобережний гірський масив прокладено дериваційний тунель довжиною 6,4 км з діаметром 5,15 метра, який переходить у напірний водовід довжиною 0,45 км з діаметром 3,75 метра.
Машинний зал станції обладнали двома турбінами типу Френсіс потужністю по 40 МВт, які при напорі у 220 метрів забезпечують виробіток на рівні 143 млн кВт-год електроенергії на рік.
Відпрацьована вода повертається до Нізао.
Видача продукції відбувається по ЛЕП, розрахованій на роботу під напругою 138 кВ.
У кінці 2007 року Домініканська Республіка постраждала внаслідок проходження ураганів Noel та Ольга. Отримала пошкодження і ГЕС Jiguey, яка після цього кілька років працювала одним гідроагрегатом. В 2011-му завершили роботи з відновлення агрегату № 2, що дозволило повернути станції проектні характеристики.